# Anders Svenson i Bossgården
Anders Svenson (i riksdagen kallad Svenson i Bossgården), född 1 januari 1824 i Häggesleds församling, Skaraborgs län, död där 11 februari 1897, var en svensk hemmansägare och riksdagsman.
Svensson var ledamot av Sveriges riksdags andra kammare, invald i Kinnefjärdings, Kinne och Kållands domsagas valkrets i Skaraborgs län.